# San Antonio de Padua (Río de Janeiro)
San Antonio de Padua (en portugués: Santo Antônio de Pádua) es un municipio brasileño del estado de Río de Janeiro. Se localiza en el interior del estado y tiene una altitud de 86 metros. La población censada en 2010 era de 40.589 habitantes, y la población estimada en 2010 era de 41.035 habitantes.
Posee un área de 611,981 km², subdividida en los distritos de Santo Antônio de Pádua (sede), Baltazar, Santa Cruz, Campelo, Marangatu, Monte Alegre, Paraoquena, São Pedro de Alcântara y Ibitiguaçu. 

## Historia
La ciudad de Santo Antônio de Pádua fue fundada por fray Florido de Città di Castelli el día 26 de julio de 1833. Aunque la persona que consolidó su fundación fue fray Bento Giovanni Benedetta Libilla, llamado Bento de Gênova, como firmaba y era conocido. El documento más antiguo de que se tiene noticia es la escritura de la donación de las tierras a fray Florido de Città di Castelli hecha por João Francisco Abeto y su mujer, Maria Luiza, ampliada por João Luiz Marino.
El propietario, João Francisco Abeto, dio libertad a fray Florido de escoger las tierras que deseara. El fraile eligió las tierras que había al lado de la Cascada, en el margen izquierdo del Río de la Paloma, como era entonces llamado. Las tierras medían cerca de ciento sesenta braças, por lo tanto, 352 metros lineales. Otro fazendeiro, João Luiz Marino, donó a fray Florido otra porción igual de tierra, es decir, 160 braças más, lo que hacía un total de 704 metros lineales de tierra bordeando el río.
La escritura de donación fue hecha pública el 26 de julio de 1833 por el escribano Domingos Garcia de Melo, de São José de Leonissa da Aldea da Piedra (Itaocara), traído al lugar por fray Florido. El segundo lote fue escriturado por el mismo escribano el 28 de septiembre del mismo año.
Al principio se llamó Arraial da Cascada, aunque más tarde se llamó Arraial de São Félix. En 1841, gracias a la dedicación de otro capuchino no menos activo y perseverante, fray Bento Ângelo de Gênova, se edificó la Capela de Santo Antônio y la localidad pasó a llamarse Arraial de Santo Antônio de Pádua. Después se llamó Clientela de Santo Antônio de Pádua, transferido por la Ley Provincial n.º 296, de 1 de junio de 1843 y por deliberación de 4 de febrero de 1846 fue sede del área de Tres Hermanos. Por último, se llamó Ciudad de Santo Antônio de Pádua gracias al Decreto Imperial n.º 2.597, de 2 de enero de 1882. Así surgió Santo Antônio de Pádua.

## Subdivisiones

### Distritos
1. Santo Antônio de Pádua (sede)
2. Baltazar
3. Santa Cruz
4. Marangatu
5. São Pedro de Alcantara
6. Monte Alegre
7. Paraoquena
8. Ibitiguaçu
9. Campelo

## Educación
El municipio posee dos unidades de enseñanza superior: Universidad Federal Fluminense (UFF) y Facultad de Santo Antônio de Pádua (FASAP). Dos unidades de enseñanza técnica: SENAI - Servicio Nacional de Aprendizaje Industrial y CETEP Pádua. El municipio posee una unidad del IFF - Instituto Federal Fluminense, con cursos técnicos y enseñanza media. 

## Economía
Con el crecimiento demográfico de la región, las actividades económicas han ido diversificándose y hoy el municipio tiene una economía distribuida entre campo, industria y comercio. El arroz, producto antes hegemónico, prácticamente desapareció de su dominio. Uno de los productos más conocidos es el café paduano, muy consumido en la ciudad. Permanecen aún las actividades de la industria lechera y algunas verduras como el tomate, en el distrito de Monte Alegre. Surgieron nuevas opciones económicas, principalmente las industriales y hoy la región cuenta con decenas de canterías de piedras y cuatro fábricas de papel. Estos dos segmentos generan más de seis mil empleos directos e irradian sus reflejos en otras actividades.
Las fuentes de agua mineral que generaron la expresión "Ciudad de las Aguas" para su territorio, actualmente no están siendo exploradas de forma comercial. Entre ellas el agua yodada, única de Sudamérica.
El comercio, el área de servicios, la construcción civil y pequeñas industrias ayudan a la economía paduana, generando empleos y manteniendo directa e indirectamente gran parte de su crecimiento. Además de las piedras decorativas y de revestimientos, también posee como fuentes de renta la industria de papel (COPAPA- CIA. Paduana de Papeles, CIPEL de Pádua Industria de Papeles Ltda y INPEL - Industria de Papeles) y el comercio de frutas y verduras. Otra industrias también importantes para la ciudad son las del carbón vegetal y las metalisterías, entre otras.

### Producción de leche y derivados
Padua posee la "NATA Industria de lácteos Padua Ltda." que fue fundada en 2010 en el distrito de Monte Alegre con el objetivo de incentivar a los productores rurales de la región. Inicialmente la principal meta de la empresa era captar y procesar la leche suministrada por los productores rurales, transformándola en leche pasteurizada  tipo C para su comercialización. La gran aceptación de la leche en la región incentivó a sus socios Nilson Nunes, Luciano Diniz, Henrique Esteves y Fernando Abeto a lanzar nuevos productos NATA en el mercado.  Así comenzaron la fabricación de queso fresco, mantequilla, yogur de 900gr. y 180gr., bebidas lácteas, requesón cremoso y en barra, queso mozzarella y dulce de leche.

## Clima
San Antonio de Pádua tiene un clima tropical, teniendo más pluviosidad en verano que en invierno. La temperatura media de la ciudad es de 22.9 °C, y la pluviosidad media anual es de 1234mm, siendo diciembre el mes más lluvioso, con una media de 242mm, y julio el mes más seco, con solo 17mm de precipitación. Enero es el mes más cálido, con una temperatura media de 25.9 °C, y julio el más suave, con una temperatura media de 18.8 °C.

## Deportes y ocio
Pádua tiene un club de fútbol llamado Paduano Deporte Club que fue campeón de la 3ª división del provincial del año de 1987. Fue campeón de la 3ª división del provincial del año de 2012.
También existe un club de canoa llamado de APACA-Asociación Paduana de canoa que puso en marcha en 2005 el Campeonato Brasileño de Descenso en Canoa. Además existe una Asociación Paduana de Vuelo Libre (APVL), que es responsable por la casa de campo de vuelo de la Sierra de la Plata, en el distrito de Buena Nueva, donde realizan vuelos todos los fines de semana y eventos de parapente y ala delta.
Padua tiene la única fuente de agua yodada de América situada en el parque de las aguas, haciendo de la ciudad una famosa estación hidrotermal.
- SESI - Servicio Social de la Industria
- AABB - Asociación Atlética Banco de Brasil
- Campestre Pádua Club
- Paduano Deporte Club
- Casa del Amarillo - Fiesta & Eventos (Distrito de Baltazar)

## Río Pomba
San Antonio de Padua es bañado por el río Pomba, que corta la ciudad por la mitad. El río es uno de los principales afluentes de la margen izquierda del río Paraíba del Sur. La ciudad ha sufrido diversas inundaciones, llegando el agua a barrios enteros, fábricas, escuelas y hospitales, y dejando miles de personas afectadas. La mayor inundación ocurrió en el año de 2008, cuando el río Pomba subió más de 4,5 metros por encima del lecho normal, derrumbó un pequeño puente del barrio Ciudad Nueva, también derrumbó un pedazo del llamado "Puente de Hierro" (o "pasarela"). La ciudad tuvo unos daños valorados en R$ 30 millones. En 2012, las inundaciones fueron más leves, aunque los daños se valoraron en R$20 millones. En enero de 2014, el nivel del río llegó a 4,7 metros, aunque no llegó a provocar daños.

### Puentes
Pádua posee 5 puentes que conectan los dos lados de la ciudad, al paso del río Pomba. El puente del Nando fue construido durante el gobierno del alcalde Nando Padilha, y el llamado puente de la Rodoviária, Puente Paulino Padilha. Pádua posee dos puentes peatonales, una es la conocida Pontinha de Hierro, donde era permitida el pasaje de ciclistas, que ya es prohibida. Esta fuera destruida durante la inundación de 2008, pero felizmente fue reconstruida. Otra es el Puente Nuevo, pues es de más reciente de la ciudad, construida en el gobierno de José Renato Padilha (puente de hierro Alberíades Gabry, conectando el barrio Caja D'agua al barrio del Aeropuerto). No podemos olvidar el puente Raul Veiga, que es de más antigua de la ciudad, con casi 100 años, y nunca fue dañado por ninguna inundación.

## Religión
Con 40.589 habitantes, Santo Antônio de Pádua tiene mayoría católica y un número significativo de Evangélicos, en consonancia con el IBGE. Sobre una población de 40.589 personas, los datos arrojaron lo siguiente:
- Budismo - 1 personas

- Candomblé - 36 personas

- Católica Apostólica Brasileña - 492 personas

- Católica Apostólica Romana - 22521 personas (más del 55%)

- Católica Ortodoxa - 88 personas

- Espírita - 423 personas (poco más del 1%)

- Evangélicas (incluyendo evangélicos de misión y de origen pentecostal) - 13309 personas (más del 32,5%)

- No sabe - 29 personas

- Otras cristianas - 167 personas

- Sin religión - 3362 personas (poco más del 8%)

- Testigos de Jehová - 113 personas

- Otros - 49 personas